# Templo de Manila
El Templo de Manila es uno de los templos construidos y operados por La Iglesia de Jesucristo de los Santos de los Últimos Días, el número 29 en operaciones por la iglesia, el primero de las Filipinas y el segundo de seis templos SUD en el continente asiático, ubicado en la Ciudad Quezon, al norte de la región metropolitana de Manila. En 2010 se construyó el Templo de Cebú, el segundo en las Filipinas. El diseño es un retorno a los templos SUD de seis pináculos como el Templo de Lima (Perú) y de menor tamaño, abandonando temporalmente la construcción de templos de un solo pináculo.
Al templo asisten fieles repartidos en 85 estacas, es el templo con el mayor número de congregaciones en su distrito a nivel mundial. Atendiendo a la necesidad de cubrir las ceremonias de los fieles de la capital filipina, la iglesia anunció en 2022 la construcción de cuatro templos en diversas islas del país.

## Historia
Los habitantes de las islas de las Filipinas han tenido tradiciones extensas de creencias espirituales, influenciados por órdenes Chinas y Jesuitas. Indiferente de sus orígenes religiosos, un denominador común de sus creencias es el árbol balete que en la sabiduría popular, indican ser residencia de seres sobrenaturales como anitos. Fieles Santos de los últimos Días enlistados en el servicio militar estadounidense arribaron a las islas Filipinas con las tropas estadounidenses durante la guerra hispano-estadounidense y regresaron a las islas durante la Segunda Guerra Mundial celebrando sus reuniones religiosas por su propia cuenta sin contratar a un clero profesional.
La Iglesia SUD fue reconocida oficialmente en Filipinas para el proselitismo restauracionista con una ceremonia dedicatoria por Gordon B. Hinckley en presencia de devotos militares estadounidenses y locales en Manila el 28 de abril de 1961. Ello trajo los primeros misioneros a las islas, estableciéndose la primera estaca en 1973.

## Anuncio
En los años 1960 la iglesia bajo el liderazgo de David O. McKay buscaba maneras de llevar las ceremonias de la investidura y el sellamiento del templo a fieles cuyos hogares estaban a una muy gran distancia del templo más cercano como para ir con frecuencia. McKay envió a Mark Garff, quien presidía el cominté de construcción de la iglesia a varias ubicaciones globales, incluyendo Filipinas, donde sus devotos carecían de los recursos para ir aún al templo más cercano a sus comunidades. Como parte del plan de Garff rindió a McKay incluyó la construcción de un barco que podría servir a los fieles de las islas del pacífico. El barco estaría en puertos principales con la finalidad de permitir a sus devotos entrar para hacer sus ceremonias eclesiásticas durante el tiempo que el templo naval estuviera en su isla. El 1 de abril de 1981, la Iglesia SUD anunció que se construiría un templo en Filipinas. a principios de ese año, la iglesia había comprado un terreno en la Ciudad Quezon, en el área metropolitana de Manila. El sitio fue elegido en parte por su accesibilidad a los fieles del país. La ceremonia de la primera palada y la dedicación del terreno para el templo se llevaron a cabo el 25 de agosto de 1982.

## Construcción
La Primera Presidencia de la iglesia SUD anunció la construcción del templo en la isla de Luzón el 1 de abril de 1981. Pasado enero de 1981, la iglesia SUD había comprado tierras en Quezon City, en el área metropolitana de Manila. El sitio fue escogido en parte debido a su accesibilidad por parte de los miembros al distrito del templo. La ceremonia de la primera palada del templo ocurrió el 25 de agosto de 1982 presidida por la presidencia del área al que pertenece Filipinas. 
La construcción del templo se vio retrasada por eventos civilies incluyendo el asesinato del senador filipino Benigno Aquino acompañado de posteriores disturbios y manifestaciones en el área capital. Desafíos económicos igualmente enlentecieron el proceso de construcción con la devaluación del peso filipino por tercera vez en nueve meses y la debilitación de la economía del país. El gobierno filipino tenía restricciones relacionadas al importe de telas y ropa por lo que la iglesia se vio imposibilitada de importar el gárment del templo, requisito para la investidura SUD. A raíz de ello, la iglesia ordenó la manufactura de aproximadamente 28 mil piezas de la prenda ceremonial por medio de una empresa filipina. Los toques finales y empaquetamiento de las prendas fueron llevadas a cabo por fieles previamente investidos en un templo.
El Templo de Manila se asienta en la cima de una colina desde la que se ve el Valle de Marikina y comparte el terreno con un complejo de edificios, entre ellos un anexo del templo, un edificio para el alojamiento de los obreros del templo, un centro de capacitación misional, y las oficinas administrativas del área. Los hermosos jardines, abiertos al público, están llenos de majestuosas palmeras y exuberante y colorida vegetación. El templo es uno de los pocos templos cuya estatua de Moroni sobre la aguja principal le da la cara al oeste.

## Dedicación
El 25 de septiembre de 1984, el presidente Gordon B. Hinckley dedica el Templo de Manila. El día previo a la casa abierta del templo, las filipinas fue golpeado por dos poderosos tifones, incluyendo el ciclón Ike, denominado tifón Nitang en las filipinas, causando la muerte de cerca de dos mil personas. Este desastre natural hizo que muchos de los fieles pospusieran su viaje a la casa abierta del edificio. El mismo día de la casa abierta del templo el Monte Mayón hizo erupción, enviando cenizas al aire. Dos días antes de la dedicación del templo la isla sintió un terremoto en el área de Luzón sin daños reportados al templo o sus visitantes. A pesar de estos desafíos naturales, unas 27 mil personas asistieron a la casa abierta del templo de Manila.
El templo sirve a medio millón de fieles de la Iglesia SUD en Filipinas, Micronesia, Indonesia, Singapur, Tailandia, la India, y parte de Birmania. Cuenta con cuatro salones para las ordenanzas de la investidura, tres salones para sellamientos matrimoniales y tiene una superficie total de 26.683 pies cuadrados.
Al templo, por su cercanía a las comunidades, también asisten miembros provenientes de toda Filipinas, Guam, Micronesia, Chuuk y las Islas Carolinas.

## Intento de golpe de Estado de 1989
El intento de gople de estado en contra del gobierno de la presidenta Corazón Aquino el 1 de diciembre de 1989 vio los terrenos del templo y algunas de sus construcciones anexas afectadas por los rebeldes. La avenida frente al templo fue ocupada por vehículos armados del grupo rebelde por la cercanía de la carretera al Campo Militar Aguinaldo. Los rebeldes se enfrentaron con fuerzas militares del Campo Aguinaldo, incluyendo breves ataques aéreos. El enfrentamiento continuó el sábado y domingo 2 y 3 de diciembre respectivamente. Las instalaciones y jardines del templo fueron temporalmente usados por los rebeldes para refugiarse de los ataques del campo militar. La presidenta Aquino condenó la táctica rebelde de usar civiles para sus planes de refugio. Refugiados en los alrededores del templo, el gobierno ordenó el asalto al templo que finalmente fue cancelado con el rendimiento de las fuerzas rebeldes. El anexo del templo y la casa de patrones fue alcanzada con morteros y otros proyectiles previo al rendimiento de la última célula de rebeldes refugiados en el templo y sus alrededores. El templo resultó ileso durante el enfrentamiento. La iglesia reportó una reunión de su cuórum de los Doce Apóstoles el domingo 3 en horas de la mañana para orar en favor de la crisis en Filipinas, considerado por sus fieles el motivo milagroso de la protección del templo en Manila.